# Sucesos de La Villa de Don Fadrique
Se conoce como sucesos de La Villa de Don Fadrique a los hechos que tuvieron lugar en la localidad española de La Villa de Don Fadrique (hoy, perteneciente a Castilla-La Mancha) el 8 de julio de 1932, al producirse una huelga durante la siega que acabó derivando en una revuelta campesina de carácter comunista con enfrentamientos y tiroteos entre unos campesinos de la localidad y la Guardia Civil, así como el incendio de eras, maquinaria agraria y el corte de las telecomunicaciones telefónicas y terrestres: estas últimas, la carretera y el ferrocarril.
El balance final fue la muerte de un guardia civil y cinco compañeros suyos heridos, un propietario muerto, dos campesinos muertos y otros veintiuno heridos, y más de sesenta detenidos.

## Marco histórico
Cuando se llevó a cabo el segundo intento de implantar un gobierno republicano el 14 de abril de 1931, la población acogió con escepticismo el futuro del país en todos sus ámbitos. Se crearon expectativas en torno a una reforma agraria que venían demandando los sindicatos y los obreros del campo desde mucho tiempo atrás.
El sistema impuesto empezó a cosechar las primeras dificultades, relacionadas con la conflictividad social en las zonas rurales, donde los enfrentamientos antes encubiertos salieron a la luz violentamente. Esa conflictividad, frenada en un principio, se agudizó cuando el gobierno no fue capaz de abordar la resolución de las desigualdades demandada por los más necesitados de justicia social. De esta manera, la ventaja inicial con la que contaba la República se vio reducida y tuvo que convivir con dos enemistades: los decepcionados por no ver cumplidas sus expectativas y los contrarios a las reformas porque vieron peligrar su posición en la sociedad. Éste sería el motivo principal por el que se enfrentarían continuamente y de manera generalizada en todo el territorio nacional los trabajadores del campo y los patronos. 
El caso de La Villa de Don Fadrique es en apariencia una protesta más contra la ineficiencia del gobierno, que no fue capaz de hacer frente a los problemas derivados del campo. Sin embargo, hay toda una serie de elementos que hacen que este hecho tenga un carácter extraordinario y atípico.
En ese momento, el disponer o no de tierras era el principal elemento de estratificación social en toda España. La sociedad de la Villa de Don Fadrique no sería menos: tenía un sistema caciquil del que era prácticamente imposible escapar, ya que el 85% de las tierras de esa localidad estaban en manos de 12 propietarios, mientras que el total de propietarios ascendía a 1.235 contando desde grandes terratenientes hasta campesinos pobres con tierra, por lo que más de dos tercios de la población dependían de la contratación en el campo, y, tal como indica Carmen Guerri, « ... la división que se establecía de forma más nítida entre familias no consistía en el hecho de ser o no propietarios, sino en el de no tener que recurrir a trabajar por cuenta ajena ». Simplemente, este detalle implicaba el posicionamiento en una orilla social o en la otra.

## Antecedentes
En 1932, el pequeño pueblo contaba con algo más de 5.000 vecinos, y la principal riqueza venía del campo.
Con la República ya instaurada, se llevaron a cabo en la localidad las elecciones municipales de 1931, que dieron allí como grandes vencedores a los socialistas y a los comunistas con más de un 90% de los votos en unas elecciones marcadas, no obstante, por la abstención. Los trece escaños fueron cubiertos en su mayoría por los comunistas (un total de 9), y el resto fue a parar a los republicanos radicales. A partir de ese momento, la situación ideológica del pueblo cambió drásticamente, y todavía hoy es conocida con el sobrenombre de «la pequeña Rusia».
Tras su victoria electoral, los comunistas proclamaron alcalde a Luis Cicuéndez. Según parece, este alcalde restituyó a las arcas municipales todo el dinero que habían desfalcado los anteriores gestores, con lo que para los propietarios la provocación fue definitiva.
Hay que tener en cuenta que aunque se tratara de un núcleo rural de tamaño reducido, aparentemente sin importancia, los vecinos de la Villa de Don Fadrique contaban con apoyos muy importantes en la esfera política del país. Por un lado, el poder de los propietarios logró despojar de la alcaldía al comunista Luis Cicuéndez con la ayuda de Madrid y con la presión que ejercían allí, sobre todo en lo que respecta al propio Miguel Maura. Por el otro, había allí personajes importantes de la esfera del Partido Comunista, como es el caso del médico Cayetano Bolívar. Por tanto, el ambiente que se respiraba era bastante tenso y afectó a toda su pequeña población.

### Reivindicaciones obreras
Los abusos hacia los campesinos por parte de los patronos eran constantes, y no sólo en La Villa de Don Fadrique, sino en la mayoría de los pueblos cercanos; y no sólo antes de los famosos sucesos, sino también después. Ya un mes antes de la revuelta, se vislumbraban tensiones entre trabajadores y contratistas.
Desde 1931, el conflicto por la siega había representado en los territorios cercanos, y, por supuesto, en la villa en cuestión, un problema de fondo que se incrementó con algunas actuaciones gubernamentales que no contaron con la aprobación de los braceros. Los campesinos alababan la figura del anterior gobernador civil, Manuel Asensi Maestre, con el que habían llegado a acuerdos beneficiosos para los parados de la Sociedad Obrera, como su inclusión en una bolsa de trabajo. Sin embargo, los patronos no vieron con buenos ojos estas medidas, y no lo consintieron. Pero en septiembre, cuando un conflicto laboral produjo seis muertos y veinte heridos en Corral de Almaguer, pueblo cercano, el panorama cambió por completo. Se acusó a dos miembros de la Villa de Don Fadrique de estar detrás de los acontecimientos, y se hizo destituir al alcalde en favor de un radical. Francisco Mateos establece que se debió a la presión ejercida por los terratenientes en el gobierno de Madrid. Durante el verano, se habían multiplicado los enfrentamientos entre jornaleros y propietarios, y las armas habían aparecido en manos de unos y de otros.
La situación era difícil: mientras el ala derecha del pueblo contaba con la organización de antaño, favorecida por la restitución de la alcaldía, los jornaleros, de tendencia opuesta, radicalizaron sus posturas hasta límites insospechados.
Llegó al pueblo Mateos para cubrir la noticia, e hizo una serie de entrevistas con todas las capas de esta pequeña sociedad. Los campesinos le expusieron las razones por las que se habían levantado: estaban hartos de la provocación y la explotación de los patronos. Contaban que a menudo tenían que echarse una mano unos a otros y defenderse entre ellos para que los abusos no condujeran a una situación de penuria económica. Esto no fue del agrado de los caciques, que procuraron hacer presión con lo que más podía doler a los campesinos de la zona: traer a braceros de otros lugares para que trabajasen la tierra.
Las circunstancias ahora eran diferentes. La siega de la cebada ya había acabado y se disponían a empezar la del trigo, pero se encontraron con un problema: la aprobación de una ley por la que se prohibía la siega a las mujeres y a los zagalones (mozos menores de 18 años). Esto no se entendió, y, como consecuencia, las reivindicaciones no se hicieron esperar.
Cuando estalló el conflicto el 8 de julio, los trabajadores de la Villa de Don Fadrique llevaban varios días en huelga pacífica, y con anterioridad ya habían tenido que emplearse a fondo para defender sus derechos. Pedían que todos pudieran salir a segar aunque fuera poco, pero que no les dejaran sin la posibilidad de llevar a su casa algo que echarse a la boca.

## Descripción de los sucesos
Antes de exponer todo lo que en esa jornada se produjo, hay que tener presente que en este sentido hay dos líneas contrapuestas. Por un lado, la versión dada por los periódicos y, por otro, los sucesos vistos por los defensores de los campesinos, Mateos y Manzanero. No podemos saber si las intenciones de los campesinos eran provocar a las fuerzas del orden o si por el contrario quiso la Guardia Civil que cualquier conato más de huelga fuera el último.
El 8 de julio fue elegido para lo que los comunistas habían llamado «la gorda». Toda esa noche, la del día 7 al 8, la pasaron en vela hombres, mujeres y niños por si se había descubierto el plan y venían refuerzos de la benemérita. Viendo que no eran sorprendidos, decidieron entrar en acción a las seis de la mañana. Ésta sería la versión de los medios de comunicación, que defendieron que lo ocurrido fue meticulosamente estudiado por los campesinos para reivindicar sus fines. La versión de los dos testigos directos defiende que los campesinos salieron como cada día a trabajar, y se defendieron de una provocación.
Fuera como fuese, el día comenzó a las cinco de la mañana, momento en que la actividad del pueblo empieza a aparecer. Los carruajes, como cada día, salían al traslado de mieses y se encontraron con piquetes comunistas, como en los días anteriores, para forzar el paro en el trabajo. Las fuentes no especifican si estos piquetes iban armados, pero si hacemos caso de lo que expone el gobernador civil sobre los días anteriores, podemos afirmar que irían a frenar las labores con armas en sus manos, aunque en un principio sólo fuera para intimidar. Con cinco unidades de caballería y tres de infantería, la Guardia Civil salió al encuentro de los sediciosos para garantizar las tareas agrarias.
El Castellano fijaba los primeros momentos del conflicto a las cinco y media de la mañana, momento en que se empezaron a oír los primeros vítores a Rusia y al amor libre (según las fuentes, en torno a 500 personas salieron ese día a manifestarse), y poco después ocurrieron dos acciones paralelas: 
- De un lado, los hombres, de camino a las eras, entraron en varias posesiones y quemaron aperos de labranza, mieses y máquinas agrarias. Algunas de esas máquinas pertenecían a nobles que tenían en la zona inversiones de tierras, pero en lo que afecta a la relación con  los propietarios del pueblo, tres tierras eran de los hermanos Domínguez y de Salustiano Aguado: a la postre, tres de las personas que ayudaron a la Guardia Civil en los sucesos.

- De otro lado, las mujeres, muchas de ellas chicas jóvenes, recorrían el pueblo armadas con hoces gritando que había llegado el momento de cortar cabezas. Se produjeron entonces dos agresiones: una en las calles del pueblo, donde dos disparos hechos desde un balcón alcanzan a Felipa Manzanedo; y otra en el campo, donde la Guardia Civil cargó contra un grupo de mujeres por no permitir continuar las tareas agrarias.

Quizá es demasiado aventurado establecer que el detonante fuera la agresión a las mujeres, pero lo cierto es que la indignación de los campesinos llegó a materializarse a partir de ese instante. Algunos de ellos, según Mateos, para repeler la agresión hirieron con armas cortas a un caballo de la benemérita, y otros corrieron a sus casas en busca de armas blancas y de fuego para defenderse. Un grupo emprendió el tiroteo con la Guardia Civil, mientras que otro continuó con los destrozos en las afueras.
Pero las tensiones no cesaban, y el propietario José Díaz-Maroto fue sorprendido en las calles por tres campesinos cuando se disponía a observar si su terreno era pasto de las llamas. Le obligaron a poner las manos en alto, apretaron dos veces el gatillo de una escopeta y lo hirieron de suma gravedad. Posteriormente, el herido acusaría a Francisco Vela "el Bolilla", Bonifacio de la Fuente «El Carrascosa» y José Manzanero Marín «El Buen Mozo». Los dos primeros serían detenidos, y el tercero huiría.
En las afueras, los campesinos se dirigieron por cuadrillas a cortar las líneas de comunicación (los cables telefónicos y del ferrocarril), levantaron los cables de la línea férrea Villacañas-Quintanar de la Orden y levantaron una alcantarilla de la carretera de Lillo, por la que tenían que llegar los refuerzos de la Guardia Civil desde Villacañas y desde Toledo. Las fuerzas del orden se vieron desbordadas por la envergadura del levantamiento.

## Repercusiones
La rebelión no alcanzó la popularidad de otras como la de Castilblanco, la de Arnedo y la de Casasviejas, de ahí la escasez de documentación al respecto. A pesar de ello, la prensa de la época se hizo eco de estos sucesos, que llegaron a ser portada del ABC del sábado 9 de julio de 1932, y también apareció en otros periódicos como El Castellano, el Heraldo de Toledo, La Vanguardia y La Tierra, entre otros. De hecho, también cuenta con fuentes literarias: fundamentalmente, La tragedia de Villa Don Fadrique, de Francisco Mateos, periodista que vivió in situ los acontecimientos que tuvieron lugar en esa localidad.
Literatos como Rafael Alberti incluyen en sus escritos referencias a la «pequeña Rusia», ubicando el levantamiento a la altura de otros míticos: « ...de Castilblanco y Arnedo, de Zorita y Casas Viejas, de Villa de Don Fadrique están las cárceles llenas. Pueblos enteros se mueren sin poder labrar la tierra. A sus hombres los arrancaron, los tiraron como a piedras, quemadas fueron sus casas, arrasada su miseria, y algunos, de los balcones, colgados de las muñecas. Compañeros, camaradas, que España entera lo sepa: norte, sur, este y oeste gimen llenos de cadenas... ».
Por otra parte, sorprende la escasa importancia histórica dada a este pequeño pueblo, lo que requiere preguntas que ayuden a explicar de manera eficiente lo vivido esa jornada. ¿Por qué no cuentan toda la verdad los medios de comunicación? ¿Cómo es posible que se reduzca a dos telegramas la documentación cruzada entre el gobernador civil de Toledo y el ministro de gobernación, si los acontecimientos requirieron la presencia del director de la Guardia Civil General Cabanellas en el pueblo? ¿Por qué no se ha dado publicidad a La Villa de Don Fadrique si incluso en los días posteriores al suceso hubo una manifestación en Madrid en defensa de estos campesinos?
Se había producido un movimiento revolucionario de las características de Casasviejas, por poner un ejemplo, aunque no había tenido tanta trascendencia, quizás porque cuando iban a comenzar los debates en la Cámara de Diputados se produjera la sublevación de Sanjurjo y no fuera precisamente el momento más adecuado para cambiar de ministro de gobernación como había sucedido antes.
Observamos también que a lo largo de la narración que se hace en la prensa de los sucesos del día ocho de julio en la Villa de Don Fadrique encontramos una constante referencia a su posible repercusión en las cortes. De hecho, se mencionan en las sesiones de cortes, pero solo a modo de ejemplo, pues en ese momento resultaban muy oportunos. No volvemos a encontrar otra referencia a esos sucesos hasta el boletín correspondiente al día 7 de septiembre: se trata del informe que elaboraron dos diputados comisionados por las cortes para ello, habiéndose creado una comisión investigadora al respecto. Incluso se propuso a largo plazo elevar el nivel cultural del pueblo proponiendo al Ministerio de Instrucción Pública un plan al que denominaron de "intercambio escolar" con el objetivo primordial a corto plazo de "alejar a la infancia de aquel ambiente emponzoñado" para que al regresar llevaran al pueblo la divina simiente de la fraternidad y la paz, aunque nunca se emprendería la consecución de ese objetivo. La última referencia que aparece en el Diario de Sesiones de las Cortes es la petición que Gumersindo Alberca Montoya, diputado por el partido de Acción Republicana, hace al señor ministro de justicia para que conceda la libertad de dos de los encarcelados por los sucesos: el médico Cayetano Bolívar y el juez Tomás Maqueda. 
En cuanto a su repercusión en el Partido Comunista, si hasta entonces poco contaba La Villa de Don Fadrique para su política, la gravedad de los sucesos que ocurrieron en el pueblo desempeñó un papel de primer orden en todo lo referente a la elaboración y a la organización de una política destinada exclusivamente a los obreros del campo, así como la importancia de la actuación de éstos dentro de un programa revolucionario más amplio. En lo que respecta a la estructura interna del partido, tuvo también especial repercusión.